# Eficiência alocativa
A eficiência alocativa é um estado da economia no qual a produção está alinhada com as preferências do consumidor; em particular, todo bem ou serviço é produzido até o ponto em que a última unidade forneça um benefício marginal aos consumidores igual ao custo marginal de produção.

## Descrição
Na teoria do contrato, a eficiência alocativa é alcançada em um contrato no qual a habilidade exigida pela parte ofertante e a habilidade da parte concordante são as mesmas.
A eficiência na alocação de recursos inclui dois aspectos:
1. No aspecto macro, é a eficiência na alocação de recursos sociais, que é alcançada por meio dos arranjos do sistema econômico de toda a sociedade.
2. O aspecto micro é a eficiência no uso dos recursos, que pode ser entendido como a eficiência produtiva da organização, que pode ser melhorada através da inovação e do progresso dentro das organizações.

Embora existam diferentes padrões de avaliação para o conceito de eficiência alocativa, o princípio básico afirma que em qualquer sistema econômico, as escolhas na alocação de recursos produzem tanto "vencedores" quanto "perdedores" em relação à escolha que está sendo avaliada. Os princípios de escolha racional, maximização individual, utilitarismo e teoria do mercado supõem ainda que os resultados para vencedores e perdedores podem ser identificados, comparados e medidos. Sob estas premissas básicas, o objetivo de atingir a eficiência alocativa pode ser definido de acordo com alguns princípios onde algumas alocações são subjetivamente melhores do que outras. Por exemplo, um economista poderia dizer que uma mudança de política é uma melhoria alocativa desde que aqueles que se beneficiam da mudança (vencedores) ganhem mais do que os perdedores perdem (veja eficiência de Kaldor-Hicks ).
Uma economia alocativamente eficiente produz uma "mistura ótima" de commodities. :9 Uma empresa é eficiente de forma alocativa quando seu preço é igual aos seus custos marginais (ou seja, P = CM) em um mercado perfeito. A curva da demanda coincide com a curva da utilidade marginal, que mede o benefício (privado) da unidade adicional, enquanto a curva da oferta coincide com a curva do custo marginal, que mede o custo (privado) da unidade adicional. Em um mercado perfeito, não há externalidades, o que implica que a curva da demanda também é igual ao benefício social da unidade adicional, enquanto a curva da oferta mede o custo social da unidade adicional. Portanto, o equilíbrio do mercado, onde a demanda atende à oferta, é também onde o benefício social marginal se iguala aos custos sociais marginais. Neste ponto, o benefício social líquido é maximizado, significando que este é o resultado eficiente de alocação. Quando um mercado não aloca recursos de forma eficiente, diz-se que há uma falha de mercado. A falha de mercado pode ocorrer devido a erros, bens diferenciados, poder de mercado concentrado (por exemplo, monopólio ou oligopólio) ou externalidades .
No modelo de preço único, no ponto de eficiência alocativa, o preço é igual ao custo marginal. Neste ponto, o excedente social é maximizado sem perda de peso morto (sendo o último o valor que a sociedade atribui a esse nível de produção menos o valor dos recursos utilizados para atingir esse nível). A eficiência alocativa é a principal ferramenta de análise do bem-estar social para medir o impacto dos mercados e das políticas públicas sobre a sociedade e os subgrupos que estão sendo melhorados ou piorados.
É possível ter Eficiência de Pareto sem eficiência alocativa: em tal situação, é impossível realocar recursos de tal forma que alguém ganhe e ninguém perca (daí temos eficiência de Pareto), mas seria possível realocar de tal forma em que os ganhadores ganham mais do que os perdedores perdem (daí que, com essa realocação, não temos eficiência alocativa). :397
Além disso, para uma ampla discussão sobre vários tipos de eficiência alocativa em um contexto de produção e suas estimativas, veja Sickles and Zelenyuk (2019, Capítulo 3, etc). Tendo em vista o método de medição da eficiência de Pareto, é difícil de usar na operação real, incluindo o uso de recursos humanos e materiais, o que é difícil de alcançar uma gama completa de alocação de eficiência, e é principalmente para fazer julgamentos a partir da alocação de fundos; portanto, analisando os fundos no mercado de ações. A eficiência da alocação é usada para determinar a eficiência da alocação de recursos no mercado de capitais.
Em um mercado perfeitamente competitivo, os recursos do mercado de capitais devem ser alocados entre os mercados de capitais sob o princípio do maior benefício marginal. Portanto, o padrão de medição mais importante no mercado de capitais é observar se o capital flui para a empresa com a melhor eficiência operacional. As empresas mais eficientes também devem receber uma grande quantidade de investimento de capital, e as empresas menos eficientes devem receber menos investimento de capital. Existem três condições que vêm com a eficiência de Pareto
Melhor resultado comercial
Mesmo que você negocie novamente, os indivíduos não podem obter maiores benefícios com isso. Neste momento, para quaisquer dois consumidores, a taxa de substituição marginal de quaisquer duas mercadorias é a mesma, e a utilidade dos dois consumidores é maximizada ao mesmo tempo.

Produção Otimizada
Esta economia deve estar no limite de suas próprias possibilidades de produção. Neste momento, para quaisquer dois produtores que produzem produtos diferentes, a taxa marginal de substituição tecnológica dos dois fatores de produção que precisam ser insumos é a mesma, e a produção dos dois consumidores é maximizada ao mesmo tempo.

Combinação ideal de produtos
A combinação de produtos produzidos pela economia deve refletir as preferências dos consumidores. Neste momento, a taxa marginal de substituição entre quaisquer duas mercadorias deve ser a mesma que a taxa marginal de conversão do produto de qualquer produtor entre essas duas mercadorias.

## Exemplos

### Um exemplo numérico de eficiência alocativa
A eficiência da alocação ocorre quando há uma distribuição otimizada de bens e serviços considerando a preferência do consumidor. Quando o preço é igual ao custo marginal de produção, a eficiência da alocação está no nível de produção. Isto ocorre porque a distribuição ótima é alcançada quando a utilidade marginal do bem é igual ao custo marginal. O preço que o consumidor está disposto a pagar é igual à utilidade marginal do consumidor.

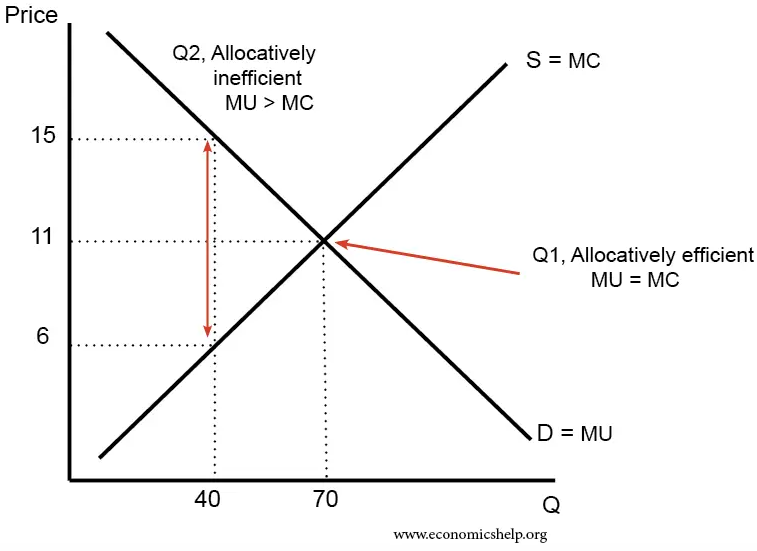
Exemplo de Eficiência Alocativa, por Tejvan Pettinger

Pelo gráfico podemos ver que na saída produção de 40, o custo marginal do bem é $6, enquanto o preço que o consumidor está disposto a pagar é $15. Isso significa que a utilidade marginal do consumidor é maior que do que o custo marginal. O nível ótimo da produção é 70, onde o custo marginal é igual à utilidade marginal. Na saída de 40, esse produto ou serviço é subconsumido pela sociedade. Ao aumentar a produção para 70, o preço cairá para $11. Enquanto isso, a sociedade se beneficiaria consumindo mais do bem ou serviço.

### Um exemplo de ineficiência de alocação
Com o poder do mercado, o monopólio pode aumentar o preço para obter o lucro anormal (Abnormal Profit). Os monopólios podem fixar o preço acima do custo marginal de produção. Neste caso, a alocação não é eficiente. Isso resulta na perda de bem-estar do peso morto para a sociedade como um todo. Na vida real, a política de intervenção do governo no mercado acarretando em empresas monopolistas afetará a eficiência da alocação. As empresas de downstream (aquelas que fornecem a conexão mais próxima no dia-a-dia) de grande escala com produtos mais eficientes ou melhores são geralmente mais competitivas do que outras empresas. Os preços de atacado que eles recebem são muito mais baixos do que os de seus concorrentes. É propício para melhorar a eficiência da alocação. Inderst e Shaffer (2009). descobriram que a proibição de preços reduziria a eficiência de alocação e levaria a preços maiores no atacado para todas as empresas. Mais importante ainda, o bem-estar social, os lucros da indústria e o excedente do consumidor serão todos reduzidos.